# Arquivo Edgard Leuenroth
O Arquivo Edgard Leuenroth (AEL) é um Centro de Pesquisa e Documentação Social fundado a partir da aquisição, por parte da Universidade Estadual de Campinas (UNICAMP),e pela Fundação de Amparo à Pesquisa do Estado de São Paulo (Fapesp) da coleção de documentos impressos reunidos por Edgard Leuenroth para constituir um centro de documentação que possibilitasse acesso às fontes primárias necessárias aos trabalhos do então recém criado programa de pós-graduação do Instituto de Filosofia e Ciências Humanas (IFCH) da Unicamp.
Durante alguns meses ele esteve resguardado no prédio da reitoria desta universidade para em seguida ser transferido para as dependências da biblioteca do IFCH, até seu estabelecimento em um local adequado e próprio, com a inauguração de uma nova sede, em 2009. Pertencente ao Instituto de Filosofia e Ciências Humanas desta universidade, desde 1974 vem cumprindo seus objetivos de atender a demanda acadêmica e preservar registros históricos da sociedade.

## Histórico
O arquivo partiu da coleção pessoal do militante anarquista Edgard Leuenroth, que documentou cuidadosamente o período inicial da formação do movimento dos trabalhadores no Brasil. O arquivo foi fundado em 1974, sediado na Universidade Estadual de Campinas, e reune desde então temas abrangentes da luta social no país, integrando, por exemplo, a história do movimento feminista e estudantil. Caio Prado Jr já sabia da relevância do acervo, e propôs à Leuenroth o arquivamento e manutenção por conta própria, este, porém, não aceitou na época.
O militante faleceu em 1968, ano em que entrou em vigência a AI-5, período que causaria muita perdas na luta social, e também na memória das lutas, como, por exemplo, a perda dos documentos de Astrojildo Pereira, que foram tomados, e em parte destruidos, em partes dispersados pela repressão. Muitas iniciativas de salvamento dos arquivos de memória social do Brasil foram feitas por estudiosos norte-americanos, o que por outro lado implicou a expatriação dos materiais.
Logo de sua morte, os pertences de Edgard foram armazenados em um galpão no Brás, onde se temia por sua integridade, dado a pressão do período, inclusive a possibilidade de um atentado com bombas. Familiares do anarquista, principalmente seu filho, Germinal, entraram em contato com Azis Simão, sociólogo e conhecido de Leuenroth, para consultar as possibilidade de salvá-lo. Azis buscou Antônio Candido para auxiliar a operação de salvamento, que seria feita na clandestinidade. Os materiais chegaram na Unicamp, onde os pesquisadores iniciaram o processo de cópia por microfilme, as quais guardaram em um cofre no Citibank, e outra no Instituto Internacional de História Social. Nos oficios do Projeto de Aquisição, os pesquisadores e gestores articularam uma conspiração para encobrir o caráter do material, enfatizando a trajetória humanista, e não anarquista, de Leuenroth, e tratando do conteúdo apenas em sua relevância para a história em geral, sem tocar no seu foco revolucionário.
A diversidade e a amplitude do seu acervo documental fizeram com que o AEL se tornasse uma fonte imprescindível de consulta para numerosos pesquisadores. Além do apoio direto aos cursos de graduação e aos programas de pós-graduação de diversas universidades e centros de pesquisa do país, o AEL é hoje reconhecido pela comunidade científica, atende quantidade apreciável de solicitações de escolas, sindicatos e órgãos de imprensa, além da demanda crescente de consultas por parte de advogados, jornalistas, artistas e produtores, sindicalistas, políticos e familiares de presos políticos.
Além do acervo que o originou, recebeu outros tantos ligados à história social, política e cultural do Brasil e da América Latina, tais como: história do trabalho e da industrialização, do movimento operário, da esquerda, dos partidos políticos, da cultura e dos intelectuais, da questão agrária, dos direitos humanos e justiça, da imprensa, da opinião pública, dos movimentos sociais, da saúde e da antropologia. Nos últimos anos, o Arquivo incorporou documentos referentes a novas temáticas, como a história da colonização na América, Ásia e África, expressando o desenvolvimento e a diversidade das pesquisas no Ifch/Unicamp.
O acervo do AEL é composto por livros, folhetos, manuscritos, revistas, jornais, registros fotográficos, discos, postais, cartazes, além de fitas de áudio em cassete e em rolo, vídeos, películas cinematográficas, CDs, DVDs e microformas.

## Revista acadêmica
O AEL publica desde 1992 sua revista acadêmica ‑ Cadernos AEL ‑; desde 1999, o Boletim do Arquivo Edgard Leuenroth: o AEL via Internet e o Catálogo de Resumos: teses e dissertações: pesquisas no acervo do Arquivo Edgard Leuenroth, além de editar regularmente inventários, guias de fontes e outros instrumentos de pesquisa. O usuário pode contar também com um instrumento de pesquisa on-line (Pesquisarqh) para acessar o acervo da instituição e conhecer, de antemão, se os documentos existentes serão úteis para sua pesquisa.

## Links
- Página oficial